# Nederlandse kampioenschappen zwemmen 1952

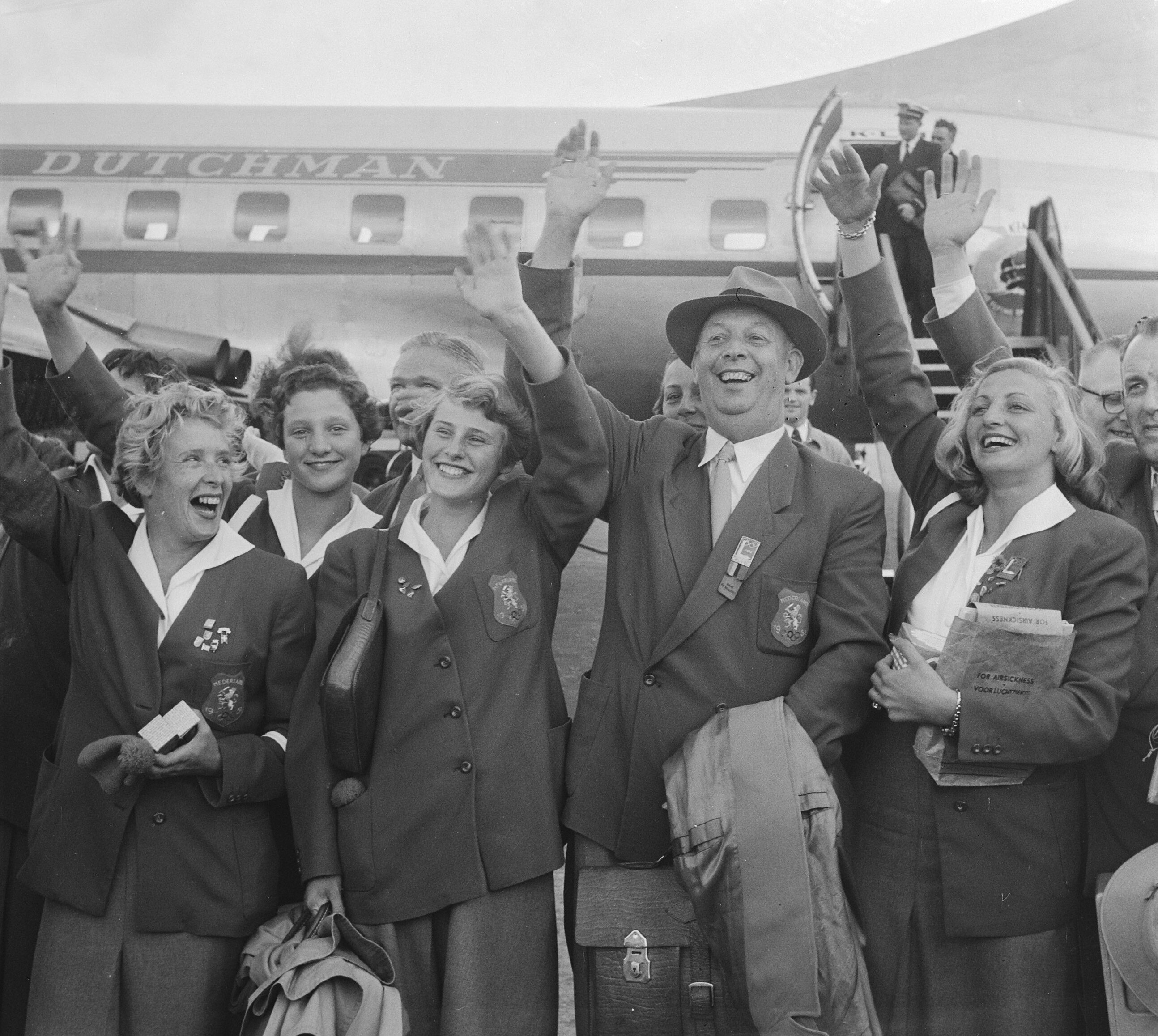
Geertje Wielema en Hannie Termeulen naast chef de mission Karel Lotsy bij terugkomst van de Olympische Spelen

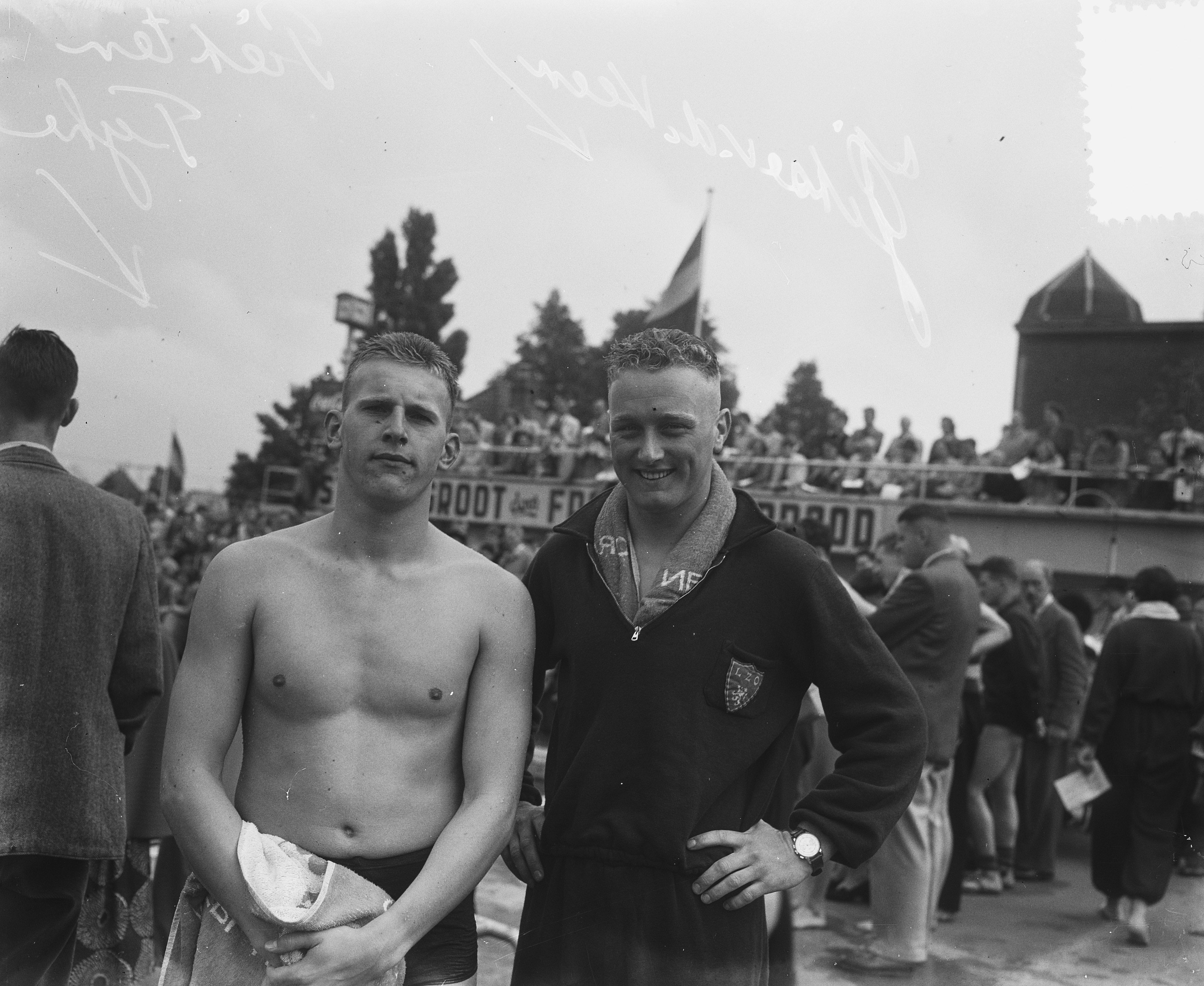
Piet ten Thije en Jitse van der Veen

De Nederlandse kampioenschappen zwemmen 1952 werden gehouden op 22, 23 en 24 augustus 1952 in het Sportfondsenbad in Rotterdam, Nederland. De 1500 meter vrije slag werd een week eerder in Hilversum gezwommen.
Deze kampioenschappen vonden plaats na afloop van de Olympische Zomerspelen in Helsinki. Drie grote zwemsters ontbraken bij dit toernooi: Irma Schuhmacher was met haar kersverse echtgenoot net geëmigreerd naar Australië, Marie-Louise Vaessen zou een paar dagen hierna trouwen en Ria van der Horst was de teleurstelling van het verlies op de Spelen nog niet te boven.
Bij de aspiranten werd Hetty Balkenende in een tijd van 1.11,2 minuut tweede op de 100 meter vrije slag.

## Zwemmen

### Mannen
| Afstand:           | Goud:                                                    | Tijd    | Zilver:                                                         | Tijd    | Brons:                                                               | Tijd    |
| 100 m vrije slag   | Joris Tjebbes HPC                                        | 1.00,0  | Herman Willemse De Vechtstreek                                  | 1.00,5  | Rik Zijlstra SZC                                                     | 1.00,9  |
| 400 m vrije slag   | Piet ten Thije LZO                                       | 4.58,1  | Piet Elzenga ZCG                                                | 5.04,8  | Joris Tjebbes HPC                                                    | 5.07,3  |
| 1500 m vrije slag  | Herman Willemse De Vechtstreek                           | 20.20,8 | Piet ten Thije LZO                                              | 20.22,1 | Piet Elzenga ZCG                                                     | 21.02,8 |
| 100 m rugslag      | Jitse van der Veen LZO                                   | 1.10,5  | Kees Kievit Aegir                                               | 1.12,6  | Dhr. de Tombe De Zijl                                                | 1.13,8  |
| 200 m schoolslag   | Daan Buijze HZ&PC                                        | 2.46,7  | Hans Kelder De Robben                                           | 2.49,1  | Peter Bekkering De Sleutelstad                                       | 2.49,2  |
| 3x100 m wisselslag | DAW André Slikker Dhr. de Jong Ad Boxem                  | 3.33,8  | Aegir Kees Kievit Geert Jan van Rooij Dhr. Staals               | 3.34,2  | HZ&PC Coen Schlingemann Daan Buijze Onno Rademaker                   | 3.35,8  |
| 4x200 m vrije slag | De Robben Nico Luchs Harry Lamme Arnd Käyser Hans Schenk | 9.58,3  | HPC Heemstede Dhr. Smit Jan Bouwman Dhr. Geurtsen Joris Tjebbes | 9.58,4  | HZ&PC Wim Waalewijn Coen Schlingemann Guus Ingenluyff Onno Rademaker | 10.04,9 |

### Vrouwen
| Afstand:           | Goud:                                                                          | Tijd    | Zilver:                                                   | Tijd    | Brons:                                                        | Tijd    |
| 100 m vrije slag   | Hannie Termeulen HDZ                                                           | 1.09,0  | Geertje Wielema De Robben                                 | 1.09,3  | Koosje van Voorn DZN                                          | 1.09,4  |
| 400 m vrije slag   | Geertje Wielema De Robben                                                      | 5.29,0  | Greetje Lugthart ZCG                                      | 5.36,3  | Tine van Brenk De Robben                                      | 5.41,5  |
| 1500 m vrije slag  | Geertje Wielema De Robben                                                      | 21.39,0 | Tine van Brenk De Robben                                  | 22.05,2 | Greetje Lugthart ZCG                                          | 22.47,0 |
| 100 m rugslag      | Geertje Wielema De Robben                                                      | 1.14,0  | Joke de Korte ODZ                                         | 1.15,4  | Janny Rubingh DZN                                             | 1.17,9  |
| 200 m schoolslag   | Lies Bonnier Aegir                                                             | 2.59,9  | Nel Garritsen RDZ                                         | 3.01,6  | Rika Bruins GZ&PC                                             | 3.04,8  |
| 3x100 m wisselslag | De Robben Geertje Wielema Nel Koudijs-van Vliet Tine van Brenk                 | 3.58,3  | RDZ Ria van der Horst Nel Garritsen Ans Verbruggen        | 4.05,0  | HDZ Ria Vonk Rie Brouwer Hannie Termeulen                     | 4.05,6  |
| 4x100 m vrije slag | De Robben I Geertje Wielema Thea Thomson-Snoeks Tine van Brenk Dicky van Ekris | 4.53,3  | HDZ Hannie Termeulen Willy Willemsen Rie Brouwer Ria Vonk | 4.54,8  | DZN Hansje van Voorn Ans Homan Janny Rubingh Koosje van Voorn | 5.00,3  |

## Schoonspringen

### Mannen
| Onderdeel: | Goud:              | Score  | Zilver:           | Score  | Brons:                 | Score  |
| 3 m plank  | Jan van Moll Aegir | 131,53 | Henk de Haas PVSB | 129,16 | Fred Gnodde Icarus-RZC | 124,08 |

### Vrouwen
| Onderdeel: | Goud:                    | Score  | Zilver:                    | Score  | Brons:                            | Score |
| 3 m plank  | Lenie Lanting-Keller HDZ | 129,93 | Jo Dols-Wolters Icarus-ODZ | 105,18 | Corrie Westerdijk Icarus-Waterweg | 92,67 |

Langebaan (50 meter):

1920 ·
1921 ·
1922 ·
1923 ·
1924 ·
1925 ·
1926 ·
1927 ·
1928 ·
1929 ·
1930 ·
1931 ·
1932 ·
1933 ·
1934 ·
1935 ·
1936 ·
1937 ·
1938 ·
1939 ·
1940 ·
1941 ·
1942 ·
1943 ·
1944 ·
1945 ·
1946 ·
1947 ·
1948 ·
1949 ·
1950 ·
1951 ·
1952 ·
1953 ·
1954 ·
1955 ·
1956 ·
1957 ·
1958 ·
1959 ·
1960 ·
1961 ·
1962 ·
1963 ·
1964 ·
1965 ·
1966 ·
1967 ·
1968 ·
1969 ·
1970 ·
1971 ·
1972 ·
1973 ·
1974 ·
1975 ·
1976 ·
1977 ·
1978 ·
1979 ·
1980 ·
1981 ·
1982 ·
1983 ·
1984 ·
1985 ·
1986 ·
1987 ·
1988 ·
1989 ·
1990 ·
1991 ·
1992 ·
1993 ·
1994 ·
1995 ·
1996 ·
1997 ·
1998 ·
Amersfoort 1999 ·
Drachten 2000 ·
Eindhoven 2001 ·
Amersfoort 2002 ·
Amsterdam 2003 ·
Amsterdam 2004 ·
Amsterdam 2005 ·
Eindhoven 2006 ·
Amsterdam 2007 ·
Eindhoven 2008 ·
Eindhoven 2009 ·
Eindhoven 2010 ·
Eindhoven juni 2011 ·
Eindhoven december 2011 ·
Amsterdam 2012 ·
Eindhoven 2013 ·
Eindhoven 2014 ·
Eindhoven 2015 ·
Eindhoven 2016 ·
Eindhoven 2017 ·
Amersfoort 2018 ·
Amersfoort 2019 ·
2020 ·
2021 ·
Amersfoort 2022 ·
Amersfoort 2023 ·
Amersfoort 2024

Kortebaan (25 meter):

1980 ·
1981 ·
1982 ·
1983 ·
1984 ·
1985 ·
1986 ·
1987 ·
1988 ·
1989 ·
1990 ·
1991 ·
1992 ·
1993 ·
1994 ·
1995 ·
1996 ·
1997 ·
's-Hertogenbosch 1998 ·
Nieuwegein 1999 ·
Nieuwegein 2000 ·
Alphen aan den Rijn 2001 ·
Eindhoven 2002 ·
Drachten 2004 ·
Amsterdam 2005 ·
Drachten 2006 ·
Amsterdam 2007 ·
Amsterdam 2008 ·
Amsterdam 2009 ·
Amsterdam 2010 ·
Amsterdam 2012 ·
Dordrecht 2013 ·
Tilburg 2014 ·
Tilburg 2015 ·
Hoofddorp 2016 ·
Hoofddorp 2017 ·
Tilburg 2018 ·
Tilburg 2019 ·
2020 ·
Den Haag 2021 ·
Den Haag 2022 ·
Den Haag 2023